# Braithwaite
Braithwaite – wieś w Anglii, w Kumbrii, w dystrykcie (unitary authority) Cumberland. Leży 36 km na południowy zachód od miasta Carlisle i 400 km na północny zachód od Londynu.